# مای ناکاهارا
مای ناکاهارا (انگلیسی: Mai Nakahara; ۲۳ فوریهٔ ۱۹۸۱ – ) صداپیشه، و خواننده اهل ژاپن بود. وی از سال ۲۰۰۱ میلادی تاکنون مشغول فعالیت بوده‌است.